# ميريدل لو سوور
كانت ميريدل لو سوور (22 فبراير 1900، موراي، آيوا - 14 نوفمبر 1996، هدسون، ويسكونسن) كاتبة أمريكية مرتبطة بحركة الأدب البروليتاري في ثلاثينيات وأربعينيات القرن العشرين. ولدت ميريدل وارتون، واتخذت اسم زوج والدتها الثاني، آرثر لو سوير العمدة الاشتراكي السابق لمينوت، داكوتا الشمالية.

## الحياة والوظيفة
ولدت لو سوور، ابنة ويليام ونستون وارتون وماريان «ماري ديل» لوسي، في عائلة من النشطاء الاجتماعيين والسياسيين. كان جدها مؤيدًا لحركة الاعتدال الأصولية البروتستانتية، و «نشأت بين المزارعين المتطرفين ومجموعات العمال مثل الشعبويين، وتحالف المزارعين، والمتذبذبات (الاسم الشائع لأعضاء العمال الصناعيين في العالم.)، العمال الصناعيين في العالم.»  تأثرت لو سوور بشدة بالقصائد والقصص التي سمعتها من النساء الأمريكيات الأصليين.
بعد عام من دراسة الرقص واللياقة البدنية في الكلية الأمريكية للتربية البدنية في شيكاغو، إلينوي، انتقلت ميريدل إلى مدينة نيويورك، حيث عاشت في شيوعية أناركية مع إيما جولدمان ودرست في الأكاديمية الأمريكية للفنون المسرحية. 